# Jamestown-Massaker

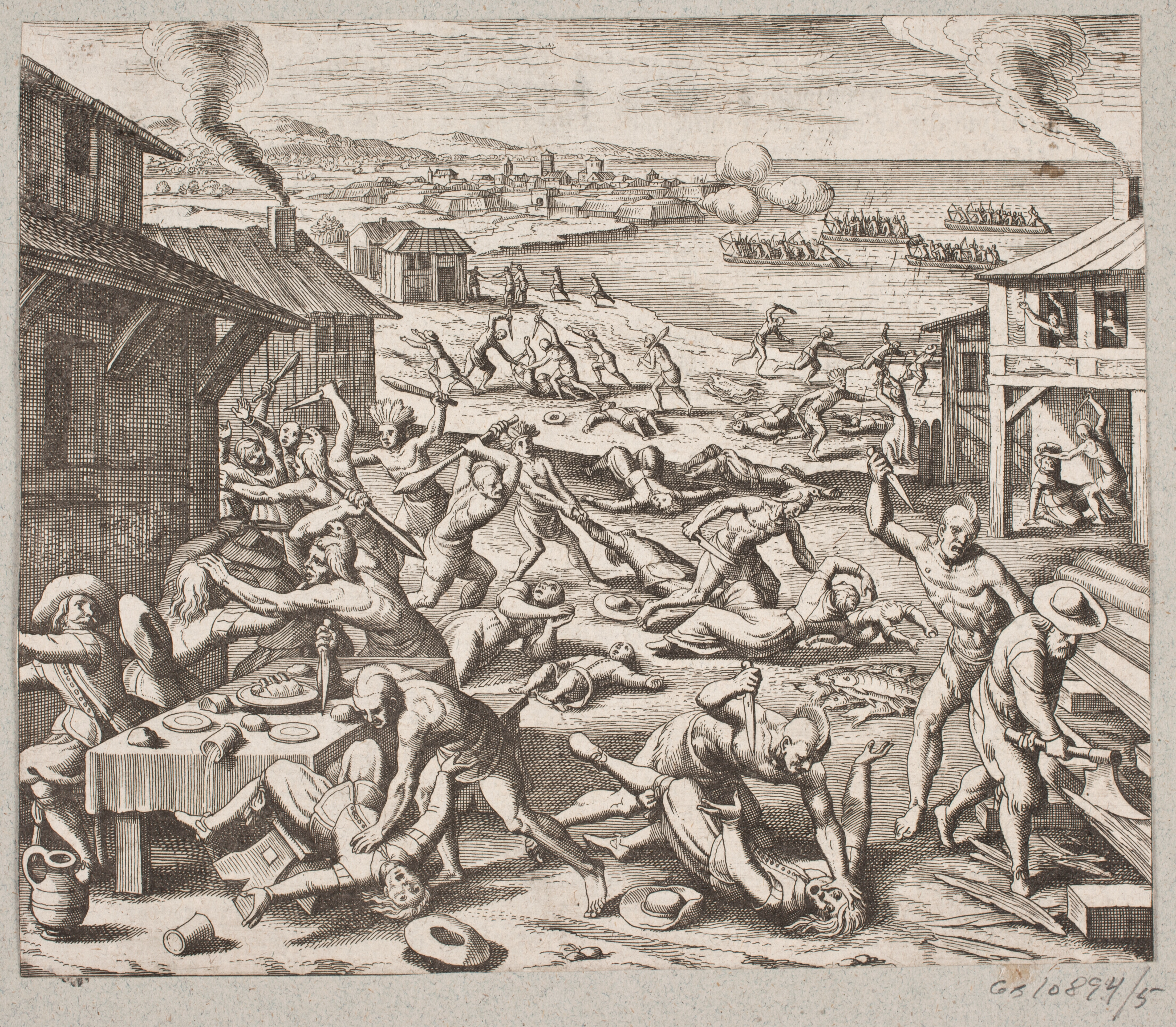
Zeitgenössische Darstellung des Jamestown-Massakers auf einem Holzschnitt von Matthäus Merian

Das Jamestown-Massaker fand am 22. März 1622 in der Umgebung der britischen Siedlung Jamestown in Virginia statt und war das erste große Massaker der indigenen Bevölkerung an Weißen in Nordamerika.
Die Englischen Powhatankriege begannen bereits 1608. 1614 endeten die Feindseligkeiten vorläufig, allerdings ohne formellen Frieden. Acht Jahre später überfielen Pamunkey-Indianer unter Sachem Opechancanough rund um Jamestown im James City County Farmen und Wohnstätten. Mit seinen Kriegern zerstörte er über siebzig englische Siedlungen. Von den mehr als 1.200 Kolonisten wurden 347 getötet. 
Als die überlebenden Kolonisten Opechancanough und seine Krieger zu einer Versammlung baten, fielen sie über die Indianer her. Opechancanough gelang die Flucht. 22 Jahre später wurde er gefangen und im Gefängnis von einem Wärter erschossen. Die meisten Siedler wurden während des Indianeraufstands von 1622 entlang des James Rivers getötet. Bis 1630 wurden die britischen Siedlungen sporadisch überfallen.